# Norra Ljunghusen
Norra Ljunghusen är ett naturreservat i Vellinge kommun i Skåne län.
Området är naturskyddat sedan 1995 och är 187 hektar stort. Reservatet består flacka strandängar som tidigare använts som betesmark.